# Avenella flexuosa subsp. flexuosa
Avenella flexuosa subsp. flexuosa es la subespecie autónima de Avenella flexuosa perteneciente a la familia Poaceae.

## Taxonomía
Avenella flexuosa subsp. flexuosa publicación desconocida.